# 4723 Wolfgangmattig
4723 Wolfgangmattig este un asteroid din centura principală, descoperit pe 11 octombrie 1937 de Karl Reinmuth.